# Cystidia truncangulata
Cystidia truncangulata là một loài bướm đêm trong họ Geometridae.